# Paul Moldenhauer
Paul Moldenhauer est un homme politique allemand, né le 2 décembre 1876 à Cologne où il est mort le 1er février 1947.
Membre du Parti populaire allemand (le DVP), il est ministre de l'Économie puis aux Finances entre 1929 et 1930.

## Biographie
Les parents de Moldenhauer sont le professeur de lycée Franz Moldenhauer (de) et sa femme Elisabeth née Morsbach. Après avoir passé son baccalauréat en 1896 au lycée de Cologne, il étudie le droit et les sciences politiques à l'Université rhénane Frédéric-Guillaume de Bonn. En 1896, il est reçu dans le Corps Rhenania Bonn (de). 